# ISO 639-2
ISO 639-2 – standard trzyliterowych kodów językowych, część serii standardów ISO 639. Ostatnia wersja została opublikowana w październiku 1998 roku. Organem rejestrującym, który odpowiada za zmiany w tabeli kodów, jest Biblioteka Kongresu. Tabela kodów została ostatni raz uzupełniona w listopadzie 2012 roku.

## Porównanie z ISO 639-1 oraz ISO 639-3
Pierwsza część standardu stosowała oznaczenia dwuliterowe; można było w ten sposób zakodować 676 języków (262), co sprawiło, że przestrzeń okazała się zbyt mała. Standard ISO 639-1, po przemapowaniu na kody trzyliterowe, stał się podzbiorem standardu ISO 639-2. Pierwsza i druga część skupia się na głównych językach, nie rozróżniając odmian, a zamiast tego wprowadzając kody dla grup języków. Przykładowo językom słowiańskim został przypisany kod sla i może być on użyty dla niezawartych w standardzie języków. Trzecia część - ISO 639-3 - ma za zadanie zebrać wszystkie języki naturalne.

## Zarezerwowane kody
ISO 639-2, poza kodami językowymi, zawiera też kody zarezerwowane oraz specjalnego użytku. Zostały one bezpośrednio przeniesione do trzeciej części standardu.
- Przestrzeń prywatna
  - qaa – zarezerwowane dla lokalnego użytku, np. prywatne języki
  - qtz – jw.
- Kody specjalne
  - mis – używany dla języków niezawartych w standardzie
  - mul – materiał wielojęzyczny, któremu może być przypisany tylko jeden kod
  - und – dla materiałów o niezidentyfikowanym języku
  - zxx – materiał bez lingwistycznej zawartości